# Electronica
Electronica là một thể loại nhạc dựa trên nhạc điện tử nhằm mục đích để nghe hơn là để khiêu vũ và là một loại nhạc nổi tiếng vào những năm 1990. Tại Hoa Kỳ, thuật ngữ này được dùng để sử dụng cho loại nhạc điện tử nói chung.

## Lịch sử

### Trước thập niên 90: nguồn gốc hình thành và bối cảnh của nước Anh
Việc sử dụng rộng rãi thuật ngữ "electronica" xuất phát từ tiếng Anh và có ảnh hưởng lớn từ nhạc experimental techno nhãn New Electronica, một trong những đơn vị hàng đầu những năm 1990 phát hành và hỗ trợ nhạc điện tử dựa trên hướng nhạc khiêu vũ tại nhà hơn là khiêu vũ chơi trên sàn, mặc dù từ "electronica" đã bắt đầu gắn liền với âm nhạc từ synthesizer ngay từ năm 1983 , khi một "Lễ hội Electronica nước Anh" lần đầu được tổ chức. Vào thời điểm đó electronica được biết đến là một loại "nhạc nghe điện tử", cũng ít nhiều đồng nghĩa với ambient techno và intelligent techno, nó được coi là khác biệt với các thể loại nhạc mới nổi khác ví dụ như jungle và trip hop.
Các nghệ sĩ Electronica sau này thành công trong thương mại âm nhạc và bắt đầu tạo những bản thu âm vào cuối những năm 1980, trước khi thuật ngữ này được sử dụng rộng rãi, bao gồm luôn cả những thể loại như the Prodigy, Fatboy Slim, Daft Punk, the Chemical Brothers, the Crystal Method, Moby, Underworld và Faithless.

### Giữa thập niên 90: ảnh hưởng đến âm nhạc đại chúng
Khoảng giữa những năm 90, với sự thành công của big beat được thể hiện bởi Chemical Brothers và Prodigy tại Vương Quốc Anh, đồng thời được chú ý bởi các nghệ sĩ âm nhạc, bao gồm Madonna trong sự kết hợp của cô với William Orbit trong album Ray of Light và ca sĩ người Úc Dannii Minogue với album Girl năm 1997, âm nhạc thời kì này được sản xuất với kinh phí cao hơn, tăng về chất lượng của sản phẩm âm nhạc, với nhiều lớp hơn hầu hết các thể loại dance music khác, vì nó được hỗ trợ bởi hãng đĩa major record labels và MTV nó được coi là "điều lớn lao tiếp theo".
Theo một bài báo trên Billboard vào năm 1997, "sự kết hợp của câu lạc bộ cộng đồng với các Hãng đĩa độc lập" đã cung cấp môi trường thử nghiệm và tạo ra xu hướng trong đó các hoạt động electronica phát triển và trở thành xu hướng chủ đạo. Nó trích dẫn các nhãn hiệu của Hoa Kỳ như Astralwerks (the Chemical Brothers, Fatboy Slim, the Future Sound of London, Fluke), Moonshine (DJ Keoki), Sims, và City of Angels (the Crystal Method)  vì đã đóng một vai trò quan trọng trong việc khám phá và tiếp thị những nghệ sĩ đã trở nên nổi tiếng trong làng nhạc điện tử.
Madonna và Björk được cho là chịu trách nhiệm đưa nhạc điện tử vào nền văn hóa mainstream, với những album của họ như Ray of Light (Madonna), Post và Homogenic (Björk).

### Cuối thập niên 90: sự hoà nhập của Mỹ
Trong năm 1997, ngành công nghiệp âm nhạc chính thống Bắc Mỹ đã áp dụng và ở một mức độ nào đó đã sản xuất nhạc điện tử như một thuật ngữ chung bao gồm các phong cách như techno, big beat, drum and bass, trip hop, downtempo, và ambient, bất kể nó có được các hãng indie quản lý hay không, nó phục vụ cho các hộp đêm "ngầm" và các cảnh rave, hoặc được các hãng lớn cấp phép và tiếp thị cho khán giả đại chúng như một giải pháp thay thế khả thi về mặt thương mại cho nhạc  alternative rock.
Thành phố New York đã trở thành một trung tâm thử nghiệm và phát triển âm thanh điện tử, với các DJ và nhà sản xuất âm nhạc từ các khu vực đa dạng như Đông Nam Á và Brazil mang tác phẩm sáng tạo của họ đến các hộp đêm của thành phố đó.

## Đặc điểm và định nghĩa
Electronica được hưởng lợi từ những tiến bộ trong công nghệ âm nhạc, đặc biệt là các nhạc cụ điện tử, bộ tổng hợp, bộ phối âm nhạc, máy trống, và máy trạm âm thanh kỹ thuật số. Khi công nghệ phát triển, Khi công nghệ phát triển, các cá nhân hoặc nhóm nhỏ hơn có thể sản xuất các bài hát và bản ghi âm điện tử trong các phòng thu nhỏ hơn, thậm chí trong phòng thu dự án. Trong cùng thời gian đó, máy tính đã tạo điều kiện thuận lợi cho việc sử dụng các "samples" và "loops" âm nhạc làm bộ công cụ xây dựng các tác phẩm âm thanh. Điều này dẫn đến một thời kỳ thử nghiệm sáng tạo và phát triển các hình thức mới, một số trong đó được gọi là điện tử. Phạm vi ảnh hưởng rộng lớn, cả âm thanh và thành phần, được kết hợp trong bản ghi âm điện tử.
Electronica bao gồm nhiều loại hình và phong cách âm nhạc khác nhau, được liên kết bởi thiên hướng sản xuất điện tử một cách công khai; một phạm vi bao gồm các nghệ sĩ nổi tiếng hơn như Björk, Madonna, Goldfrapp, các nghệ sĩ 
IDnhưts Autechrevànd Aphex Twin.

### Sự khác biệt giữa các khu vực
Ngành công nghiệp âm nhạc mainstream ở Bắc Mỹ sử dụng thuật ngữ này như một danh mục chung để chỉ bất kỳ phong cách âm nhạc điện tử dựa trên dance nào có tiềm năng thu hút nhạc pop. AllMusic có trụ sở tại Mỹ vẫn phân loại nhạc điện tử là một thể loại cấp cao nhất, tuyên bố rằng nó bao gồm grooves, cũng như âm nhạc dành cho tai nghe và khu vực nghe nhạc chillout.
Ở những nơi khác trên thế giới, đặc biệt là ở Anh, Electronica cũng là một thuật ngữ rộng, nhưng gắn liền với âm nhạc không thiên về khiêu vũ, bao gồm các phong cách nghe nhạc điện tử tương đối experimental. Nó một phần trùng lặp với thứ được biết đến chủ yếu bên ngoài Vương quốc Anh là nhạc IDM (IDM).

### Sách
- James Cummins. 2008. Ambrosia: About a Culture – An Investigation of Electronica Music and Party Culture. Toronto, ON: Clark-Nova Books. ISBN 978-0-9784892-1-2